# Arnulf von Löwen
Arnulf von Löwen (* um 1200 in Löwen, heute: Belgien; † 1250 in Villers) war Zisterziensermönch, Abt und Dichter.

## Leben und Werk
Arnulf von Löwen war als Zisterzienser im Kloster Villers-la-Ville in Brabant. Seit 1240 war er dort Abt.
Er ist der Verfasser eines Zyklus von sieben lateinischen Passionsgedichten unter dem Titel Salve Mundi salutare (Gegrüßet seist du, Heil der Welt), die jeweils ein bestimmtes Glied des gekreuzigten Christus meditativ verehren: Füße, Knie, Hände, Seite, Brust, Herz und Gesicht. Dieser auch als Rhythmica oratio bekannte Zyklus, der irrtümlich Bernhard von Clairvaux zugeschrieben wurde, war im 17. Jahrhundert bei Katholiken wie Lutheranern verbreitet und beliebt.
Dieterich Buxtehude komponierte daraus einen siebenteiligen Zyklus von Passions-Kantaten mit dem Titel „Membra Jesu nostri“.
Salve caput cruentatum, das letzte Gedicht des Zyklus, ist die lateinische Vorlage des bekannten Passionschorals O Haupt voll Blut und Wunden von Paul Gerhardt, den Johann Sebastian Bach in der Matthäuspassion verwendet und der sich bis heute im Evangelischen Gesangbuch (Nr. 85), im katholischen Gesangbuch Gotteslob (Nr. 289) und im Gesangbuch der Kirche Jesu Christi der Heiligen der letzten Tage (Nr. 124) findet. Im Gotteslob steht (unter der Nr. 369, deutlich gekürzt) außerdem Gerhardts Übertragung des 6. Teils (Summi regis cor) O Herz des Königs aller Welt, während sein Sei mir tausendmal gegrüßet, die Übertragung des 1. Teils (Salve mundi salutare), in den EKG-Regionalteilen mehrerer evangelischer Landeskirchen zu finden war.